# Copa del Món de ciclisme de 1992
La Copa del Món de ciclisme de 1992 fou la 4a edició de la Copa del Món de ciclisme.

## Calendari
| Data         | Cursa                     | País          | Vencedor                | Equip del vencedor       |
| ------------ | ------------------------- | ------------- | ----------------------- | ------------------------ |
| 21 de març   | Milà-Sanremo              | Itàlia        | Sean Kelly              | Festina Lotus            |
| 5 d'abril    | Tour de Flandes           | Bèlgica       | Jacky Durand            | Castorama                |
| 12 d'abril   | París-Roubaix             | França        | Gilbert Duclos-Lassalle | Z                        |
| 19 d'abril   | Lieja-Bastogne-Lieja      | Bèlgica       | Dirk de Wolf            | Gatorade - Château d'Ax  |
| 25 d'abril   | Amstel Gold Race          | Països Baixos | Olaf Ludwig             | Panasonic                |
| 8 d'agost    | Clàssica de Sant Sebastià | Espanya       | Raúl Alcalá             | PDM                      |
| 16 d'agost   | Wincanton Classic         | Regne Unit    | Massimo Ghirotto        | Carrera Jeans - Vagabond |
| 23 d'agost   | Campionat de Zuric        | Suïssa        | Viatxeslav Iekímov      | Panasonic                |
| 4 d'octubre  | Gran Premi Téléglobe      | Canadà        | Federico Echave         | CLAS-Cajastur            |
| 11 d'octubre | París-Tours               | França        | Hendrik Redant          | Lotto                    |
| 17 d'octubre | Giro de Llombardia        | Itàlia        | Tony Rominger           | CLAS-Cajastur            |
| 24 d'octubre | Gran Premi de les Nacions | Espanya       | Johan Bruyneel          | Once                     |

## Classificacions finals

### Classificació individual
| Posició | Ciclista                | Equip                    | Punts |
| ------- | ----------------------- | ------------------------ | ----- |
| 1       | Olaf Ludwig             | Panasonic                | 144   |
| 2       | Tony Rominger           | CLAS-Cajastur            | 118   |
| 3       | Davide Cassani          | Ariostea                 | 108   |
| 4       | Raúl Alcalá             | PDM                      | 92    |
| 5       | Laurent Jalabert        | Once                     | 91    |
| 6       | Viatcheslav Iekímov     | Panasonic                | 90    |
| 7       | Claudio Chiappucci      | Carrera Jeans - Vagabond | 90    |
| 8       | Johan Museeuw           | Lotto                    | 74    |
| 9       | Jacky Durand            | Castorama                | 66    |
| 10      | Gilbert Duclos-Lassalle | Z                        | 64    |

### Classificació per equips
| Posició | Equip     | Punts |
| ------- | --------- | ----- |
| 1       | Panasonic | 68    |
| 2       | Buckler   | 67    |
| 3       | Ariostea  | 61    |
| 4       | Tulip     | 57    |
| 5       | PDM       | 46    |